# Brevidorsus
Brevidorsus is een geslacht van wantsen uit de familie van de Enicocephalidae. Het geslacht werd voor het eerst wetenschappelijk beschreven door Kritsky in 1977.

## Soorten
Het genus is monotypisch en bevat alleen de volgende soort:

- Brevidorsus arizonensis Kritsky, 1977